# Ефремов, Фёдор Герасимович
Фёдор Гера́симович Ефре́мов (1906—1972) — управляющий трестом «Башвостокнефтеразведка».

## Биография
Родился 1 (14) июля 1906 года в селе Рузвель (ныне — в Наровчатском районе Пензенской области).
В 1939 году окончил Бакинскую промышленную академию.
По окончании академии работал на нефтяных промыслах АзССР и УзССР на должностях: с 1947 года — главный инженер, управляющий трестом «Татнефтегазразведка», в 1950—1967 годах — управляющий трестом «Башвостокнефтеразведка».
Ефремов Фёдор Герасимович участвовал в освоении Арланского, Орьебашевского, Татышлинского, Четырманского нефтяных месторождений с применением скважин сверхглубокого бурения — глубиной более 3000 м. Был одним из первооткрывателей Ромашкинского нефтяного месторождения.
Умер 30 марта 1972 года в Бирске (ныне Башкортостан).

## Награды и премии
- Сталинская премия второй степени (1950) — за открытие нового крупного нефтяного месторождения
- орден Ленина (1959)
- три ордена Трудового Красного Знамени (1948, 1951, 1966).
- заслуженный нефтяник БАССР (1965)
- Почётный гражданин города Бирска.